# Aristolochia hispida
Aristolochia hispida là một loài thực vật có hoa trong họ Aristolochiaceae. Loài này được Pohl ex Duch. mô tả khoa học đầu tiên năm 1864.